# أفانيوس
أفانيوس (الاسم العلمي: Aphanius) هي جنس من البطحيشيات، ولكن على عكس أفراد فصيلتها التي تتواجد في الأمريكتين، فإنَّ هذا الجنس موطنهُ الأصلي في شمال أفريقيا وجنوب غرب آسيا (حتى الشرق في الهند) وجنوب أوروبا. تتوزع العديد من أنواع هذا الجنس بشكلٍ صغيرٍ جدًا، وهي مُهددة بشكلٍ خطير.

## التسمية
كلمة (Aphanius) تعني: غير واضحة أو مخفية، وهي مُشتقة من اللاتينية "a" وتعني خاص + "faneros" وتعني واضح.

## السجل الأحفوري
عُثِرَ على أحفاير أفانيوس على شكل طبقات من العصر الجليدي في إيطاليا (الفئة العمرية: منذ من 11,608 إلى 5,332 مليون سنة).

## الأصنوفات
الأصنوفات الأدنى لهذا الكائن:
- كود سباركل
- تحديث القائمة

نوع:أفانيوس ألميري 
اسم علمي: Aphanius almiriensis

نوع:أفانيوس سرحاني 
اسم علمي: Aphanius sirhani

نوع:سمكة الجرو العربية 
اسم علمي: Aphanius dispar

نوع:كيليفيش البحر المتوسط 
اسم علمي: Aphanius fasciatus

نوع:Aphanius anatoliae 
اسم علمي: Aphanius anatoliae

نوع:Aphanius apodus 
اسم علمي: Aphanius apodus

نوع:Aphanius arakensis 
اسم علمي: Aphanius arakensis

نوع:Aphanius baeticus 
اسم علمي: Aphanius baeticus

نوع:Aphanius burdurensis 
اسم علمي: Aphanius burdurensis

نوع:Aphanius burduricus 
اسم علمي: Aphanius burduricus

نوع:Aphanius chantrei 
اسم علمي: Aphanius chantrei

نوع:Aphanius crassicaudus 
اسم علمي: Aphanius crassicaudus

نوع:Aphanius danfordii 
اسم علمي: Aphanius danfordii

نوع:Aphanius darabensis 
اسم علمي: Aphanius darabensis

نوع:Aphanius desioi 
اسم علمي: Aphanius desioi

نوع:Aphanius farsicus 
اسم علمي: Aphanius farsicus

نوع:Aphanius furcatus 
اسم علمي: Aphanius furcatus

نوع:Aphanius ginaonis 
اسم علمي: Aphanius ginaonis

نوع:Aphanius isfahanensis 
اسم علمي: Aphanius isfahanensis

نوع:Aphanius kavirensis 
اسم علمي: Aphanius kavirensis

نوع:Aphanius kruppi 
اسم علمي: Aphanius kruppi

نوع:Aphanius marassantensis 
اسم علمي: Aphanius marassantensis

نوع:Aphanius mento 
اسم علمي: Aphanius mento

نوع:Aphanius mesopotamicus 
اسم علمي: Aphanius mesopotamicus

نوع:Aphanius opavensis 
اسم علمي: Aphanius opavensis

نوع:Aphanius pluristriatus 
اسم علمي: Aphanius pluristriatus

نوع:Aphanius punctatus 
اسم علمي: Aphanius punctatus

نوع:Aphanius richardsoni 
اسم علمي: Aphanius richardsoni

نوع:Aphanius saourensis 
اسم علمي: Aphanius saourensis

نوع:Aphanius shirini 
اسم علمي: Aphanius shirini

نوع:Aphanius sophiae 
اسم علمي: Aphanius sophiae

نوع:Aphanius splendens 
اسم علمي: Aphanius splendens

نوع:Aphanius stiassnyae 
اسم علمي: Aphanius stiassnyae

نوع:Aphanius sureyanus 
اسم علمي: Aphanius sureyanus

نوع:Aphanius transgrediens 
اسم علمي: Aphanius transgrediens

نوع:Aphanius villwocki 
اسم علمي: Aphanius villwocki

نوع:Aphanius vladykovi 
اسم علمي: Aphanius vladykovi

نوع:Scaleless killifish 
اسم علمي: Aphanius asquamatus

نوع:Spanish toothcarp 
اسم علمي: Aphanius iberus